# 金寶通
金寶通集團有限公司，簡稱金寶通（英語：COMPUTIME GROUP LIMITED，港交所：0320），於1974年由名譽主席歐陽和先生創立，現董事會主席兼行政總裁為歐陽伯康先生（Bernard Auyang）。
現時業務為經營生產、設計及銷售各類電子產品，全球總部位於香港沙田科學園科技大道東第三期20E座6樓。
招股價為2.28港元，全球發行新股為2億股，而集資額為4.56億港元，而股份則在2006年10月9日於港交所主板上市。截至2022年3月31日收市，公司市值約為6億港元。

## 連結
- Computime.com （页面存档备份，存于）